# 阿爾賓反棄兵
阿爾賓反棄兵（英語：Albin Countergambit）是國際象棋開局翼棄兵的一種，走法為：1.d4 d5 2.c4 e5